# Nazionale maschile di beach soccer dell'Ungheria
La nazionale di beach soccer dell’Ungheria rappresenta l’Ungheria nelle competizioni internazionali di beach soccer.